# Дилан Моран
Дилан Моран (енгл. Dylan Moran рођен 3. новембар 1971) је ирски комичар, писац, глумац и редитељ. Он је најпознатији по свом конвулзиваној, посматрачкој комедији, британском телевизијском ситкому Књижара (у којој је коаутор и главни глумац) и његов рад са Сајмон Пегом у Шон живих мртваца и Трчи дебели трчи. Он се појавио као један од два главна лика у ирској црној комедији под називом Филм са мном у њему 2008. године.
Моран најновији филм је Голгота, ирска црна комедија-драма филм који је написао и режирао Џон Мајкл МекДонег. Он је редовни извођач на домаћим и међународним фестивалима, укључујући Единбуршки Фестивал Фринџ, Само за смех, Монтреалски Комеди Фестивал, Мелбурншки Интернационални Комедијски Фестивал и Килкени Комеди Фестивал. Године 2007. изабран је за 17. највећег стенд-ап комичара на Каналу 4 на листи "100 Највећих стенд-апова" и поново у ажурираној листи 2010. као 14. највећи станд-ап комичар. Живи у Единбургу са супругом, Еленом, и двоје деце.